# Roman Rudenko
Roman Andreevič Rudenko in russo Рома́н Андре́евич Руде́нко?, in ucraino Рома́н Андрі́йович Руде́нко?, Roman Andrijovyč Rudenko (Nosivka, 25 luglio (7 agosto) 1907 – Mosca, 23 gennaio 1981) è stato un magistrato sovietico, noto per aver preso parte come Procuratore capo per conto dell'URSS al Processo di Norimberga.
Procuratore generale della Repubblica Socialista Sovietica Ucraina dal 1944, occupò dal 1953 fino alla morte lo stesso incarico per l'intera Unione Sovietica.